# Laciniodes electaria
Laciniodes electaria là một loài bướm đêm trong họ Geometridae.